# Eelis Pärssinen
Eelis Jaakko Eino „EEE27“ Pärssinen ist ein professioneller finnischer Pokerspieler, der hauptsächlich online spielt. Er gewann 2020 das Purple Jacket™ der Poker Masters Online PLO Series und das Super High Roller der European Poker Tour sowie 2021 ein Bracelet bei der World Series of Poker.

## Pokerkarriere

### Online
Pärssinen hat sich auf Cash Games in der Variante Pot Limit Omaha spezialisiert. Er spielt auf der Onlinepoker-Plattform PokerStars unter dem Nickname EEE27 und nutzt bei GGPoker seinen echten Namen. Im April 2020 gewann der Finne auf partypoker das 17. Turnier der Poker Masters Online mit einer Siegprämie von knapp 300.000 US-Dollar. Bei der ebenfalls dort ausgespielten Poker Masters Online PLO Series erzielte Pärssinen Ende Juni 2020 sechs Geldplatzierungen und gewann das fünfte Event. Damit sicherte er sich Preisgelder von über 700.000 US-Dollar und erhielt das Purple Jacket als erfolgreichster Spieler der Serie. Bei der aufgrund der COVID-19-Pandemie online ausgespielten European Poker Tour im November 2020 gewann der Finne das Super High Roller und erhielt den Hauptpreis von knapp 540.000 US-Dollar.

### Live
Pärssinen erzielte seine erste Geldplatzierung bei einem Live-Turnier im Januar 2012 in Helsinki. Mitte September 2015 setzte er sich beim Main Event der Finnish Open Championships durch und erhielt den Hauptpreis von über 30.000 Euro. Anfang Juli 2016 war er erstmals bei der World Series of Poker (WSOP) im Rio All-Suite Hotel and Casino am Las Vegas Strip erfolgreich und kam gemeinsam mit Joni Jouhkimainen und Esko Seppänen beim Tag-Team-Event in die Geldränge. Im Februar 2018 gewann Pärssinen in Tallinn das High Roller des OlyBet Kings of Tallinn und sicherte sich mehr als 40.000 Euro. Beim Fennia Grand Slam in Helsinki entschied er im September 2018 ebenfalls ein Side-Event für sich, was mit über 50.000 Euro dotiert wurde. Mitte Januar 2020 gewann der Finne ein Turnier im Casino Helsinki mit einer Siegprämie von rund 35.000 Euro. Bei der WSOP 2021 setzte er sich bei einem Mischturnier aus No Limit Hold’em und Pot Limit Omaha durch und sicherte sich knapp 550.000 US-Dollar sowie ein Bracelet. Im April 2022 erzielte Pärssinen bei der Super High Roller Series Europe im nordzyprischen Kyrenia vier Geldplatzierungen und erhielt insbesondere aufgrund seines Sieges im siebten Event Preisgelder von insgesamt 800.000 US-Dollar. Im King’s Resort in Rozvadov belegte er Mitte September 2023 beim Diamond Pot Limit Omaha High Roller des Big Wrap den mit knapp 330.000 Euro dotierten zweiten Platz. Einen Monat später gewann der Finne im Aria Resort & Casino das zweite Turnier der PGT PLO Series II mit einem Hauptpreis von 149.000 US-Dollar und erzielte bei der Turnierserie insgesamt fünf Geldplatzierungen, womit er den dritten Platz bei der PGT PLO Series II Championship belegte.
Insgesamt hat sich Pärssinen mit Poker bei Live-Turnieren knapp 4 Millionen US-Dollar erspielt.